# Gerasimo di San Lorenzo
Gerasimo  di San Lorenzo (San Lorenzo, 1100 circa – San Lorenzo, 25 aprile 1180) fu un asceta venerato come santo dalla Chiesa cattolica.

## Biografia

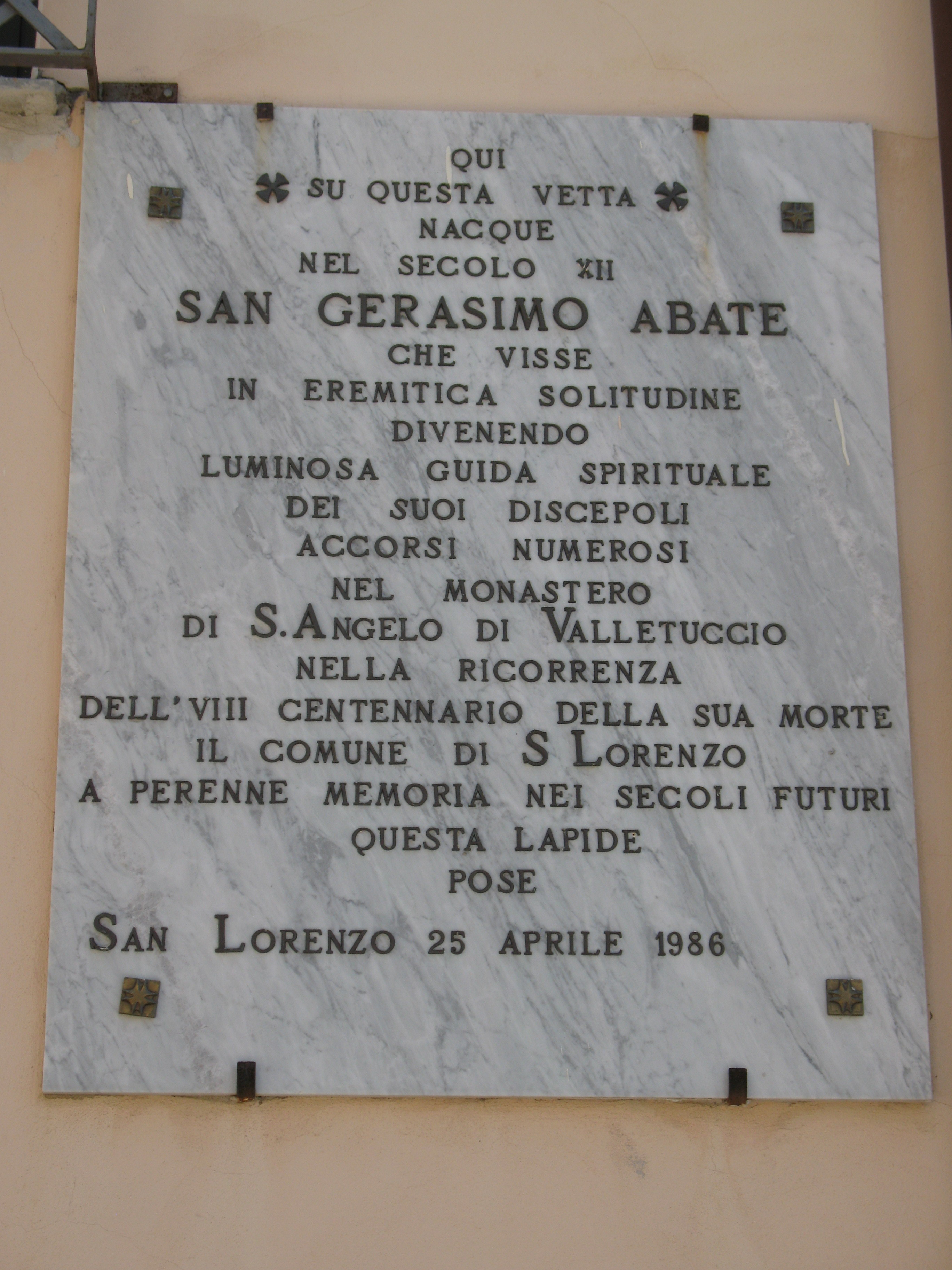
Lapide posta presso il municipio di San Lorenzo.

Gerasimo nacque attorno al 1100 in Calabria. Di lui si hanno poche notizie storiche, perché il passaggio dal rito greco a quello latino, attorno al 1500, ha fatto cadere nel dimenticatoio molta storia, distruggendo tanta documentazione esistente sugli insediamenti basiliani e sul santo.
La sua vita è stata caratterizzata dal grande spirito di mortificazione e di preghiera, che contraddistinse gli asceti basiliani di quel tempo. Egli visse nella solitudine in grande umiltà e purezza. Poiché molti giovani si misero sotto la sua protezione, si decise a fondare un monastero, dedicato a Sant'Angelo di Valletuccio, nel casale di San Lorenzo.
Dopo un secolo Gerasimo fu proclamato santo e la gente di queste contrade e di tutta la Vallata del Tuccio lo ha venerato e festeggiato per molti secoli.

## Culto
San Gerasimo si commemorava non il 25 aprile data della sua morte, forse perché coincideva con la festa di San Marco Evangelista, ma il 14 giugno.
In seguito venne scelto il 24 giugno e nel 1603 fu anticipata al 5 marzo, lo stesso giorno in cui si celebrava un altro san Gerasimo, monaco palestinese. Forse questa coincidenza generò il sospetto che il nostro Santo fosse una fantasia, per cui fu trascurata la memoria, col tempo dimenticata, fino alla scomparsa definitiva.
Le reliquie del santo sono custodite nella chiesa di Sant'Angelo in Valle Tuccio.
Inoltre, a ricordo di questo santo, ci resta una icona del XV secolo di fattura locale, che raffigura san Gerasimo con la Madonna e Gesù Bambino conservata nel Piccolo Museo San Paolo a Reggio Calabria.

## Toponomastica
- A San Lorenzo esiste una via intitolata a San Gerasimo, ed è la strada dove, secondo la leggenda, nacque il Santo. Anche la piazza principale di San Lorenzo, oggi intestata alla Regina Margherita, fino alla fine dell'Ottocento era denominata Piazza San Gerasimo.Luogo natìo di San Gerasimo

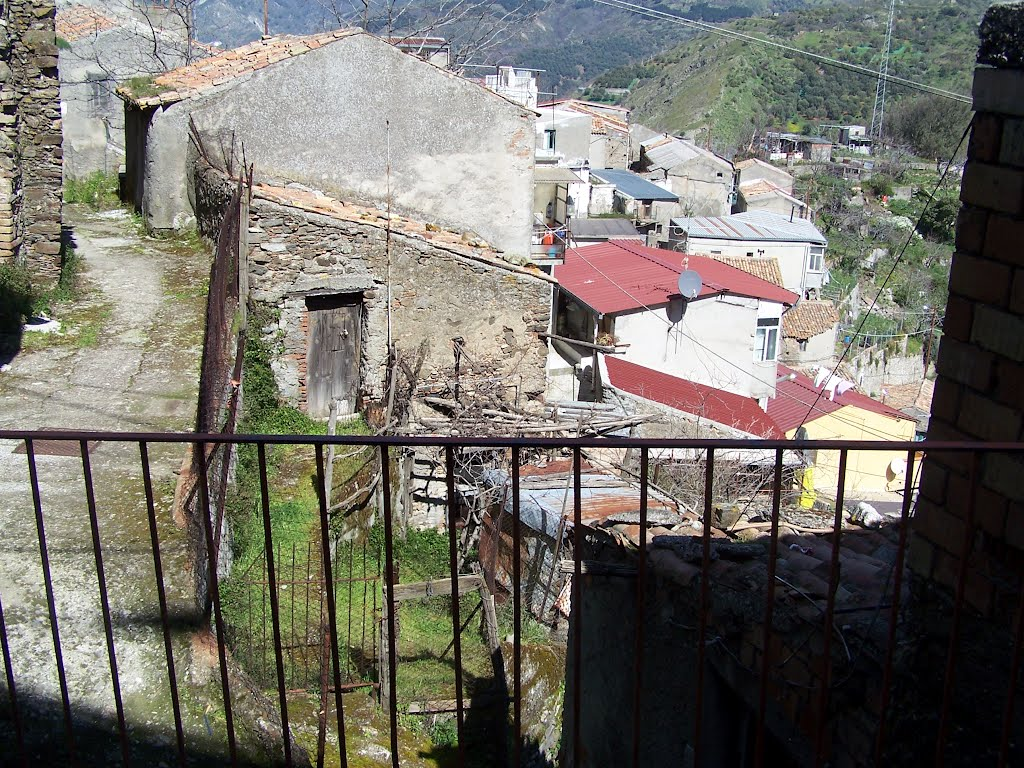
Luogo natìo di San Gerasimo